# Рокітно (Стшелецько-Дрезденецький повіт)
Рокітно (пол. Rokitno) — село в Польщі, у гміні Старе Курово Стшелецько-Дрезденецького повіту Любуського воєводства.
Населення — 62 особи (2011).
У 1975-1998 роках село належало до Гожовського воєводства.

## Демографія
Демографічна структура станом на 31 березня 2011 року:
|          | Загалом | Допрацездатний вік | Працездатний вік | Постпрацездатний вік |
| -------- | ------- | ------------------ | ---------------- | -------------------- |
| Чоловіки | 30      | 6                  | 20               | 4                    |
| Жінки    | 32      | 6                  | 15               | 11                   |
| Разом    | 62      | 12                 | 35               | 15                   |